# سایشی چاکنایی واک‌دار
سایشی چاکنایی واکدار یک صامت است که در گفتار برخی از زبانهای جهان به کار می‌رود. نماد این همخوان در الفبای آوانگاری بین‌المللی ⟨ɦ⟩ است.